# Klaas Nuninga
Klaas Nuninga (* 7. November 1940 in Winschoten) ist ein ehemaliger niederländischer Fußballspieler.

## Karriere

### Vereine
Nuninga begann für die in seinem Geburtsort ansässige Winschoter Voetbal Vereniging, mit der er 1956 als B-Jugendlicher die Meisterschaft in dieser Altersklasse gewann.
Dem Jugendalter entwachsen spielte im Seniorenbereich zunächst als Halbprofi für den in Groningen ansässigen Verein Be Quick 1887, der 1960/61 in die Eerste Divisie B, der seinerzeit in zwei Gruppen aufgeteilten zweithöchsten Spielklasse im niederländischen Fußball, aufgestiegen war.
Von 1961 bis 1964 war er aufgrund der Verpflichtung für den Erstligisten GVAV Groningen aktiv. In seiner Premierensaison wurde er in allen 34 Saisonspielen eingesetzt, in denen er zehn Tore erzielte. Sein Debüt gab er am 20. August 1961 (1. Spieltag) beim 2:2-Unentschieden im Heimspiel gegen den Liganeuling Blauw Wit Amsterdam. Sein Premierentor erzielte er am 17. September 1961 (5. Spieltag) beim 2:2-Unentschieden im Heimspiel gegen Willem II Tilburg mit dem Treffer zum 1:2 in der 30. Minute. In seinen letzten beiden Saisons wurde er mit 25 und 28 Punktspielen weniger oft eingesetzt, erzielte mit jeweils 14 Toren deutlich mehr als zuvor.
Danach schlossen sich fünf Jahre Vereinszugehörigkeit zu Ajax Amsterdam an, mit dem Verein er auch seine ersten Erfolge für sich verbuchen konnte; dreimal gewann er die Meisterschaft – in Folge – und einmal den nationalen Vereinspokal. Mit den drei Meisterschaften war sein Verein auch für den Wettbewerb um den Europapokal der Landesmeister qualifiziert. In drei aufeinander folgenden Teilnahmen kam er in insgesamt 13 Spielen zum Einsatz, die er mit vier Toren abschloss. Sein Debüt erfolgte mit dem 2:0-Sieg über Beşiktaş Istanbul im Erstrundenhinspiel am 28. September 1966 im Olympiastadion Amsterdam. An selber Stätte gelangen ihm beim 5:1-Achtelfinalhinspielsieg über den FC Liverpool am 7. Dezember 1966 mit den Treffern zum 3:0 und 4:0 in der 38. und 42. Minute seine ersten beiden Tore. Nachdem er mit seiner Mannschaft im Viertelfinale gegen Dukla Prag und bei seiner zweiten Teilnahme bereits in der 1. Runde gegen Real Madrid aus den jeweiligen Wettbewerben ausschied, erreichte er bei seiner dritten Teilnahme das Finale. In diesem war er am 28. Mai 1969 im Estadio Santiago Bernabéu dem AC Mailand vor 31.782 Zuschauern mit 1:4 unterlegen. Einen europäischen Titel gewann er dennoch; ein Jahr zuvor nahm er mit Ajax Amsterdam am Wettbewerb um den Intertoto-Cup teil und gewann diesen – wie 13 andere Vereine, die als Sieger aus ihren jeweiligen Gruppen hervorgegangen waren. Mit der Verpflichtung des dänischen Stürmers Tom Søndergaard vom SK Rapid Wien endete für Nuninga die Zeit bei Ajax Amsterdam. 
Sein nächster Verein war ebenfalls in Amsterdam beheimatet, für den er von 1969 bis 1972 ebenfalls in der Eredivisie spielte – der Amsterdamsche FC DWS. Für seinen letzten Verein AS Montferrand ließ er sich im französischen Clermont-Ferrand nieder und spielte von 1972 bis 1974 in der Division 3, Gruppe Mitte.

### Nationalmannschaft
Nuninga bestritt in einem Zeitraum von vier Jahren 19 Länderspiele für die A-Nationalmannschaft. Bei seinem Debüt als Nationalspieler am 11. September 1963, beim 1:1-Unentschieden gegen die Nationalmannschaft Luxemburgs im Achtelfinalhinspiel in der Qualifikation zur Europameisterschaft 1964, erzielte er mit dem Tor zum 1:0 in der fünften Minute sogleich sein erstes Tor. Sein einziges WM-Qualifikationsspiel bestritt er am 24. Mai 1964 in Rotterdam beim 2:0-Sieg über die Nationalmannschaft Albaniens im ersten Spiel der WM-Qualifikationsgruppe 5. Für die anstehende Europameisterschaft 1968 kam er in allen sechs Spielen der EM-Qualifikationsgruppe 5 zum Einsatz. Sein letztes Länderspiel bestritt er am 16. April 1967 in Antwerpen bei der 0:1-Niederlage gegen die Nationalmannschaft Belgiens; eins von insgesamt elf Länderspielen, die in Freundschaft ausgetragen wurden.

## Erfolge
- Finalist Europapokal der Landesmeister 1969
- Intertoto-Cup-Sieger 1968
- Niederländischer Meister 1966, 1967, 1968
- KNVB-Pokal-Sieger 1967
- Niederländischer B-Jugendmeister 1956